# Айзинг, Рудольф
Рудольф Карл «Руди» Айзинг (англ. Rudolph Carl «Rudy» Ising; 7 августа 1903 — 18 июля 1992) — американский художник-мультипликатор, продюсер и режиссёр, известный своим участием в основании мультипликационной студий Warner Bros. Cartoons и MGM Cartoon Studios. со своим партнёром Хью Харманом .

## Биография
Рудольф Айзинг родился в Канзас-Сити, штат Миссури. В 1921 году он получил свою первую работу в киноиндустрии на студии Уолта Диснея в Канзас-Сити. Там он помог создать Newman Laugh-O-Grams, серию короткометражных мультипликационных фильмов, высмеивающих текущие события. Приём Айзинга на работу совпал со сменой направления в создании короткометражных фильмов, на этот раз основанных на популярных сказках и детских рассказах. Во время работы там он познакомился с Хью Харманом, к которому присоединился после того, как Дисней переехал в Калифорнию, чтобы основать другую студию. Харман и Айзинг создали Arabian Nights Studio, компанию, которая намеревалась выпустить серию короткометражных анимационных фильмов под названием Arabian Nights, но безуспешно. 
В 1925 году он вернулся с Хью Харманом в студию Диснея, на этот раз в Лос-Анджелесе . Там он работал над сериалами «Комедии Алисы» и «Кролик Освальд». После трёх лет работы на студии его уволили, потому что продюсер Чарльз Минц , уволивший Диснея в 1927 году, решил снимать короткометражные фильмы с другими мультипликаторами. В 1929 году он вместе с Харманом основал новую мультипликационную студию, в которой они продюсировали короткометражный фильм «Боско». Этот короткометражный фильм привлёк внимание продюсера Леона Шлезингера , который убедил Warner Bros. купить сериал. В следующем году они создали новый короткометражный фильм «Тонуть в ванне» с Боско в главной роли ; Фильм стал дебютом сериала Looney Tunes, который со временем приобрёл большую популярность. Однако он отказался от этого проекта, чтобы сосредоточиться на другом сериале Warner Bros., Merrie Melodies. Айзинг снял мультфильм «Опять меня достало!» (1932), получивший номинацию на «Оскар» как лучший короткометражный анимационный фильм ; Победителем стал короткометражный фильм Уолта Диснея «Деревья и цветы».
Отношения Айзинга и Хармана с Warner Bros. продлились до 1933 года из-за требований дуэта к увеличению бюджетов на короткометражные фильмы. После непродолжительного пребывания в Van Beuren Studios Харман и Айзинг подписали контракт с MGM, их первым сериалом стал «Happy Harmonies». В 1939 году он создал персонажа Медведя Барни, который дебютировал в короткометражном фильме «Медведь, который не мог спать». Рудольф Айзинг снял «Млечный путь» (1940), который получил «Оскар» в категории лучшего короткометражного анимационного фильма, став первым короткометражным фильмом, созданным не Диснеем, получившим эту награду. В том же году был также номинирован «Puss Gets the Boot», первый короткометражный фильм о Томе и Джерри, продюсерами которого выступили Рудольф Айзинг и Фред Куимби . В 1941 году его партнёр Хью Харман покинул MGM, чтобы основать собственную студию, а Айзинг остался, чтобы продолжить работу над короткометражными фильмами, в основном «Медведь Барни». Он покинул студию в 1942 году, чтобы присоединиться к авиационному корпусу армии США , где работал в киноподразделении, создавая обучающие ленты.
Его последней крупной работой был провальный пилотный проект под названием «Сэр Джи Виз на другой стороне Луны» в 1960 году. Студия Хармана-Айзинга закрылась в начале 1960-х, после чего Айзинг занялся живописью, в основном для того, чтобы оказать своему партнёру Хью Харману, который испытывал тяжёлые финансовые затруднения, некоторую финансовую поддержку. После десятилетий относительной безвестности, теперь уже полуотставной Айзинг стал известным именем для поклонников мультипликации благодаря интервью, взятым Марком Кауслером среди других историков, а также был удостоен Премией Уинзора Маккея в 1976 году.

## Личная жизнь
Рудольф Айзинг был женат дважды: сначала на Максин Дженнингс с 1936 года до их развода в 1940 году, а затем на Синтии Уэстлейк с 1941 года до своей смерти, от которой у него был сын Рудольф Айзинг-младший.

## Смерть
Умер от рака 18 июля 1992 года в Ньюпорт-Бич, Калифорния, в возрасте 88 лет. Он переехал в этот город после ухода из киноиндустрии в 1970-х годах.